# Шућурићи (Горажде)
Шућурићи је насељено мјесто у граду Горажду, Босна и Херцеговина.

## Становништво
|         | 2013.       | 1991.        | 1981.         | 1971.         |
| Укупно  | 32 (100,0%) | 89 (100,0%)  | 115 (100,0%)  | 116 (100,0%)  |
| Бошњаци | 32 (100,0%) | 89 (100,0%)1 | 115 (100,0%)1 | 114 (98,28%)1 |
| Остали  | –           | –            | –             | 2 (1,724%)    |

1. 1 На пописима од 1971. до 1991. Бошњаци су пописивани углавном као Муслимани.